# Іст-Бредфорд Тауншип (округ Честер, Пенсільванія)
Іст-Бредфорд Тауншип (англ. East Bradford Township) — селище (англ. township) в США, в окрузі Честер штату Пенсільванія. Населення — 10 339 осіб (2020).

## Демографія
Згідно з переписом 2010 року, у селищі мешкали 9942 особи в 3370 домогосподарствах у складі 2455 родин. Було 3450 помешкань
Расовий склад населення:
| - 92,8 % — білих - 3,3 % — чорних або афроамериканців - 2,0 % — азіатів - 0,1 % — корінних американців |

До двох чи більше рас належало 1,4 %. Частка іспаномовних становила 2,0 % від усіх жителів.
За віковим діапазоном населення розподілялося таким чином: 22,3 % — особи молодші 18 років, 65,5 % — особи у віці 18—64 років, 12,2 % — особи у віці 65 років та старші. Медіана віку мешканця становила 40,2 року. На 100 осіб жіночої статі у селищі припадало 89,7 чоловіків;  на 100 жінок у віці від 18 років та старших — 86,4 чоловіків також старших 18 років.
Середній дохід на одне домашнє господарство  становив 135 624 долари США (медіана — 109 750), а середній дохід на одну сім'ю — 168 370 доларів (медіана — 133 858). Медіана доходів становила 90 030 доларів для чоловіків та 60 956 доларів для жінок. За межею бідності перебувало 8,6 % осіб, у тому числі 3,9 % дітей у віці до 18 років та 4,2 % осіб у віці 65 років та старших.
Цивільне працевлаштоване населення становило 4947 осіб. Основні галузі зайнятості: освіта, охорона здоров'я та соціальна допомога — 26,7 %, науковці, спеціалісти, менеджери — 18,2 %, роздрібна торгівля — 10,3 %, фінанси, страхування та нерухомість — 9,1 %.